# ビクター・セルヴェンティ
ヴィクター・セルヴェンティ（Victor Serventi、1907年6月23日 - 2000年3月16日）は、フランスの作曲家である。

## 経歴
アルジェに生まれたセルヴェンティは、1921年からパリ音楽院で、ジョゼフ・モルパン、ラザール・レヴィからピアノ、ジャン・ギャロンから和声、ノエル・ギャロンから対位法とフーガ、アンリ・ビュッセルから作曲を学んだ。1934年からローマ賞に数回応募し、1937年にはカンタータ『美女と野獣』(La Belle et la Bête)で一等賞を獲得した。
セルヴェンティは1943年から1977年までパリ音楽院の教授を務めた。作曲作品には、1938年のピアノのためのコルシカの哀歌による変奏曲、1942年のピアノ組曲、クラリネットとピアノのための変奏曲がなどがある。最も有名な作品は1944年に作曲されたコントラバスとピアノのためのラルゴとスケルツァンドで、定期的にコンサートで演奏され、何度か録音されている。、